# 大阪市立玉津中学校
大阪市立玉津中学校（おおさかしりつ たまつちゅうがっこう）は、大阪府大阪市東成区にある公立中学校。
東成区西部から南西部にかけての区域を校区とする。校区には広義の森之宮・玉造・鶴橋・今里界隈のそれぞれ一部を含む。

## 沿革
- 1947年4月 - 大阪市立東成第二中学校として開校。
- 1949年 - 大阪市立玉津中学校と改称。

## 通学区域
- 大阪市立中道小学校、大阪市立北中道小学校、大阪市立東小橋小学校、大阪市立大成小学校の通学区域。

大阪市東成区 玉津1-3丁目、東小橋1-3丁目、中道1-4丁目、大今里西2-3丁目。

## 出身者
- 相川七瀬
- 平山勝雄（元読売テレビプロデューサー）
- 大翔鶴（元大相撲力士）
- 佐伯貴弘（元プロ野球選手）

## 交通
- 大阪環状線 玉造駅 南東へ約500m
- 地下鉄長堀鶴見緑地線 玉造駅 南東へ約600m
- 地下鉄千日前線 今里駅 北西へ約500m
- 大阪環状線・近鉄奈良線・近鉄大阪線 鶴橋駅 北東へ約1.1km